# Stan (plataforma d'streaming)
Stan és un servei de vídeo a la carta de subscripció australià. Es va llançar el 26 de gener de 2015. Stan es va fundar originalment com StreamCo Media, una empresa conjunta entre Nine Entertainment Co. i Fairfax Media. L'agost de 2014, cada empresa va invertir 50 milions de dòlars australians en StreamCo. StreamCo va passar a denominar-se Stan Entertainment el desembre de 2014, abans del llançament del servei d'streaming el gener de 2015. Nine Entertainment finalment adquiriria Fairfax Media el 2018, convertint Stan en una filial totalment posseïda per Nine Digital .
El servei ofereix una àmplia gamma de continguts cinematogràfics i televisius de produccions locals i estrangeres, en particular dels Estats Units i el Regne Unit. Stan també inclou una biblioteca en creixement amb el seu propi contingut original de pel·lícules i sèries de televisió. Amb més de 2,1 milions de subscriptors, Stan és el segon servei de transmissió més gran d'Austràlia, darrere de Netflix.
La comèdia original No Activity de Stan es va convertir en el primer programa SVOD mai nominat al premi Logie a la cerimònia del 2016.

## Contingut
Al llançament, el primer gran anunci de programació van ser els drets exclusius de la temporada d'estrena de Better Call Saul, així com els drets de Breaking Bad, que anteriorment es va emetre a Foxtel. També tenia els drets de Transparent i Mozart in the Jungle.
La companyia té un acord de col·laboració amb Sony Pictures, ABC, SBS i la seva filial de World Movies, ViacomCBS, MGM, BBC Worldwide, Showtime, CBS, Village Roadshow, i Warner Bros. Distribució internacional de televisió. El desembre de 2014, Stan va signar acords no exclusius amb ABC Commercial i Viacom, amb aquesta última cobrint la programació de Comedy Central, MTV i Nickelodeon.
L'agost del 2015, Stan va signar un acord plurianual amb Warner Bros. International Television Distribution, que va incorporar diverses noves sèries nord-americanes a la plataforma, incloses les sèries d'estrena australiana A to Z i Selfie, així com la tercera temporada de The Following (les dues primeres temporades emeses a la xarxa Nine). El 2016, Stan va arribar a un acord plurianual exclusiu amb CBS Corporation, que incloïa drets exclusius dels programes originals de Showtime.
Stan també encarrega al seu copropietari, la Nine Network, la producció de sèries dramàtiques australianes originals exclusives del servei i s’ha acostat a ABC i SBS sobre la possibilitat de coproduir espectacles i pel·lícules. El 16 de febrer de 2015, Stan va anunciar que desenvolupava dues sèries originals: una sèrie de Wolf Creek i un drama polític basat en la vida del jutge del Tribunal Suprem Lionel Murphy titulat Enemies of the State, amb produccions addicionals que s’anunciaran en els propers mesos. El 10 de març de 2015, es va anunciar que Stan havia adquirit Plonk, un programa de vi còmic que anteriorment s'havia emès a Eleven, estrenant la segona temporada el 18 de juny de 2015. L'1 de maig de 2015, Stan va anunciar la seva primera sèrie per encàrrec, una comèdia titulada No Activity ; que es va estrenar el 22 d'octubre de 2015. Stan va renovar No Activity el 15 de desembre de 2015 per una segona temporada.
El 13 de desembre de 2018, Stan va arribar a un acord de contingut amb Disney per transportar pel·lícules i sèries de televisió. L'acord va finalitzar a finals del 2019 a causa del llançament de Disney +. El 20 d'agost de 2019, Stan va arribar a un acord amb Paramount Pictures, portant al servei algunes de les seves pel·lícules i sèries com <i id="mwkg">The Great</i> i <i id="mwlA">Looking for Alaska</i>.
L'agost de 2020, Stan va arribar a un acord plurianual amb NBCUniversal pels drets de contingut dels estudis Sky i del seu servei de transmissió als Estats Units Peacock.

### Programació d'estrena
A continuació es mostra una llista de programes que han tingut la seva estrena australiana a Stan.

#### Programació original
- Sense activitat (temporades 1 a 3, especial de Nadal i adaptació als EUA)[20][28]
- Plonk (temporada 2)[18]
- Wolf Creek (temporada 1-2)[29]
- Romper Stomper
- The Other Guy (temporada 1-2)
- Bloom (temporada 1-2)[30]
- Els Comuns
- El Gloaming
- Festival de comèdia australià Lockdown[31]
- Bony
- Eden
- Dom i Adrian: 2020

#### Programació adquirida
- A to Z[14]
- Acquitted[33]
- Angie Tribeca (seasons 1–2)[34][35]
- Ash vs. Evil Dead[36]
- Better Call Saul (seasons 1–5)[5][37][38][39]
- Billions[40]
- Billy and Billie[41]
- Blunt Talk (seasons 1–2)[42][43]
- The Bold Type[44]
- The Bridge
- Community (season 6)[45]
- Constantine[14]
- Deutschland 83[46][47]
- Dig[48]
- Electric Dreams
- Episodes (season five; 2017)[49]
- Everything's Gonna Be Okay[50]
- Eye Candy[33]
- Flesh and Bone[36]
- The Following (season 3)[14]
- Gallipoli (episodes 2–7)[51]
- The Great (season 1)
- Heathers (uncensored version)[52]
- iZombie (seasons 1–2)[14][37]
- Lost Girl (seasons 4–5 part two)[53][54][55]
- Masters of Sex (season 4)[56]
- Mozart in the Jungle (seasons 1–2)[6][57]
- Normal People[58]
- Power (seasons 1–2)[36]
- Preacher[56][59]
- Rise
- RuPaul's Drag Race[60]
- Selfie[14]
- Sherlock: The Abominable Bride Special[61][62]
- Transparent (seasons 1–2)[6][63]
- Twin Peaks (limited series; 22 maig 2017)[15][64]
- Underground (24 gener 2017)[56][65]
- UnREAL[66]
- Will & Grace (Season 9–11)

Stan també ha llançat la temporada 1 del reboot Will and Grace, que es va llançar al costat de les 9 temporades d'una altra sitcom, Seinfeld .

### Stan Sport
Al novembre de 2020, Stan va començar a adquirir drets esportius en associació amb Nine's Wide World of Sports, adquirint drets de televisió de pagament a Rugby Austràlia sota un acord de tres anys a partir del 2021. Finalitzant un acord de llarga data amb Fox Sports i Network 10, Stan transmetrà en directe i sense anuncis tots els partits de Super Rugby AU, Super Rugby Aotearoa i Super W, així com la cobertura d'esdeveniments, incloses proves d'entrada a Austràlia, Argentina, Nova Zelanda i Sud-àfrica, partits de clubs, el campionat de rugbi, la Copa Bledisloe i el Shute Shield, entre d'altres. Aquests es duran a terme en una nova subscripció complementària coneguda com a Stan Sport, amb porcions que s’emetran de manera gratuïta a la xarxa Nine.
El servei també va adquirir drets de l'Open de França i el Campionat de Wimbledon.

## Números de màrqueting i subscripció
Al seu llançament, l'actriu australiana Rebel Wilson va promoure el servei.
La companyia matriu Fairfax Media va afirmar que s’acostava als 100.000 clients el març del 2015, però, molts d'aquests clients estaven en un període de prova de 30 dies. Al maig de 2015, Fairfax va anunciar que el servei s’acostava als 200.000 subscriptors i que tenia un objectiu de 300.000 a 400.000 a finals d'any.
El maig de 2015, Roy Morgan Research va observar que Netflix tenia 1.039 milions d'usuaris australians, en comparació amb els 97.000 de l'excompetidor Presto i els 91.000 de Stan. A l'octubre de 2015, Nine Entertainment va afirmar que Stan tenia entre 150.000 i 200.000 subscriptors que pagaven pel servei, cosa que van dir que estava per davant dels 100.000 clients estimats per Presto.
Un any després del seu llançament, el conseller delegat Mike Sneesby va anunciar que 1,5 milions d'usuaris havien utilitzat el servei en gairebé 700.000 subscripcions. El desembre de 2016 Stan va afirmar tenir 600.000 subscriptors actius. El novembre de 2017 es va informar que el servei tenia més de 800.000 subscriptors actius i els ingressos superaven els 100 milions de dòlars a l'any.
Stan va arribar al milió de subscriptors actius el juny de 2018. Al desembre de 2019, el servei tenia més d'1,8 milions de subscriptors. L'agost de 2020, Stan va superar la marca de 2 milions de subscriptors, arribant a 2,1 milions de subscriptors en total.

## Dispositius compatibles

### Hardware compatible
Els dispositius d'aquesta llista són compatibles amb Stan:
- Apple TV (des del 13 de maig de 2015)[80]
- Apple iPad Pro 12.9 "i 9.7"
- Apple iPad 2 i totes les generacions posteriors
- Apple iPad Air i totes les generacions posteriors
- Apple iPad Mini i totes les generacions posteriors
- Tauletes i telèfons Android amb Jelly Bean 4.2 o superior
- Google Chromecast
- Sony PlayStation 3 (des del 8 d'octubre de 2015)[81]
- Sony PlayStation 4 (des del 8 d'octubre de 2015)
- Sony PlayStation 5[82]
- Microsoft Xbox One (des del 13 de gener de 2016)[83]
- Microsoft Xbox Sèrie X i Sèrie S[84]
- Telstra TV (Des de desembre de 2015)

Stan no admet dispositius iOS amb jailbreak.

### Softwares compatibles
Navegadors web compatibles per plataforma:
- macOS: Safari, Google Chrome, WebKit o Firefox
- Windows: Safari, Google Chrome, Internet Explorer, Microsoft Edge, Opera o Firefox
- Linux: Google Chrome o Firefox
- Apple iOS
- Apple tvOS
- Android